# دریاچه آیکه
دریاچه آیکه (به قزاقی: Ayke) یک دریاچه میان کشورهای روسیه و قزاقستان است.